# カーレーター

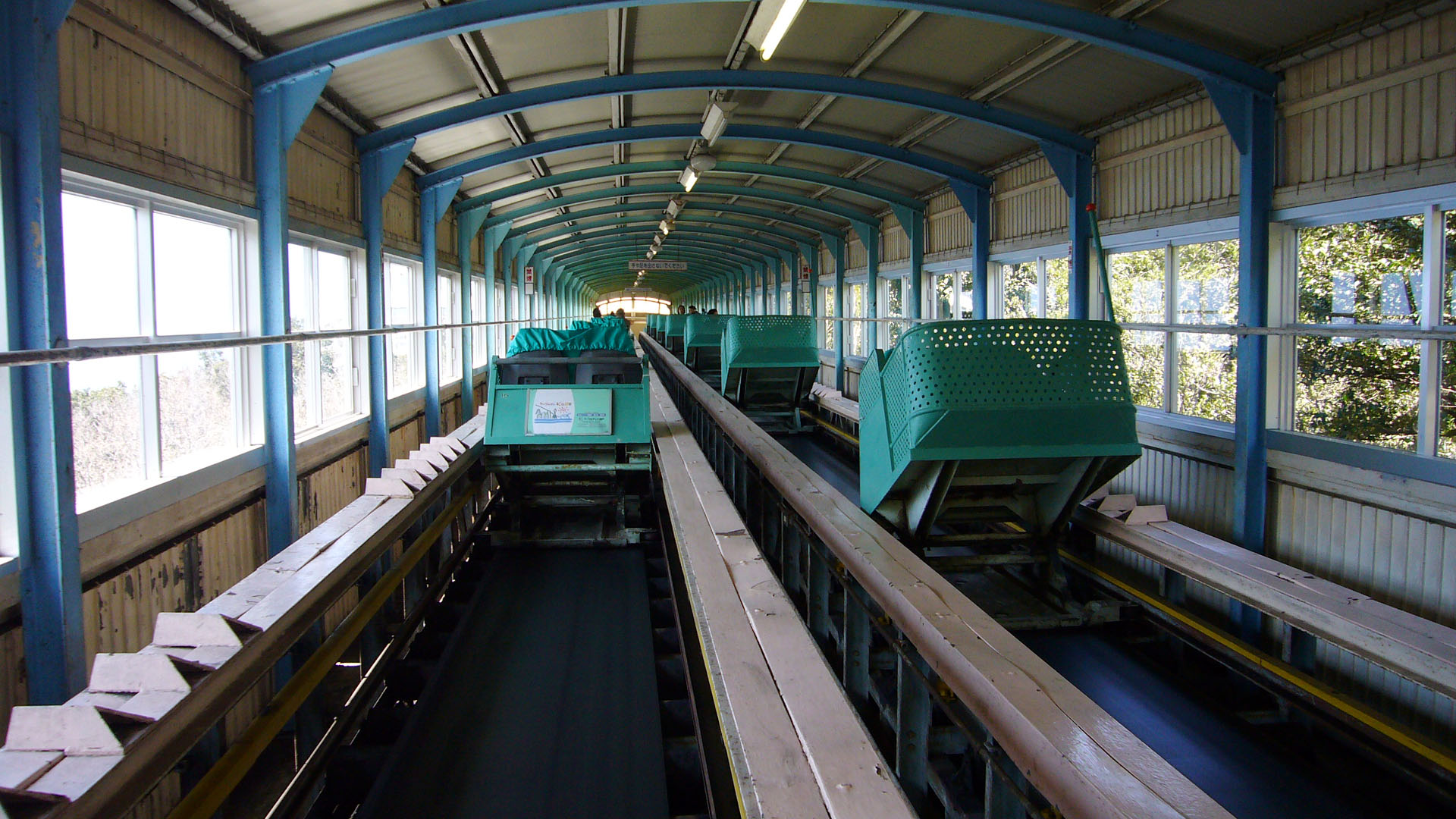
須磨浦山上遊園のカーレーター

カーレーターとは、山の斜面をベルトコンベアを使って人を運ぶ登山用交通機関である。本項では現在も運行する須磨浦山上遊園のものと現在は廃止されているびわ湖バレイ（旧・サンケイバレイ）のものの2つについても記述する。

## 概要
複数の2人がけ座席のゴンドラを斜面にしかれたベルトコンベアで運ぶことによって人を運ぶリフトのような連続輸送システムである。路線は直線勾配区間がベルトコンベア、乗り場やカーブ、水平区間などは複数の車輪を組み合わせたホイールコンベアで構成され、その全線が乗り場も含めてシェルターに覆われている。乗り場には折り返し用のループ線が設けられており、降りてきた（登ってきた）ゴンドラがここを回って再び登って（降りて）いく。ゴンドラは乗り場を出た後にホイールコンベア区間で加速され、勾配区間のベルトコンベアに乗せられる。ベルトコンベアに乗った後でもゴンドラは側面のレールにより自動で水平に保たれるようになっている。

## 特徴

### 長所
ベルトコンベアを使用しているため、大量輸送を得意とするのはもちろん、従来のベルトコンベアや動く歩道、エスカレーターなどと違い、乗るときはゆっくりとしたスピードで動くが、途中から速くなるという、「速さの変化するベルトコンベア」であるため、非常に輸送効率が良いとされている。また、乗り場では、ゴンドラの動く速さをある程度調節することができるので、高齢者や小さい子供も乗り降りしやすいようになっている。

### 欠点
乗り場を発車した後からベルトコンベアに入るまでの間には、先述の通りホイールコンベアが用いられているため、そこを通過する際にはゴンドラが非常に激しく揺れてしまう。また、ベルトコンベアに入った後も、側面のレールがゴンドラをベルトに押さえつけているため、下のローラーによりゴンドラがガタガタと振動する。そのため須磨浦山上遊園のウェブサイトには「『乗り心地の悪さ』が人気の秘密！」とある。また、びわ湖バレイのカーレーターでは、乗車時間が23分と長かったため、とても疲れるといった声が多かった。

## 歴史
従来のベルトコンベアやエスカレーターと違い、途中で速度の変化する、ベルトコンベアによる人の輸送方法として、1960年頃にベルトコンベア製造会社である日本コンベヤにより開発された。その後、このシステムはびわ湖バレイ（当時はサンケイバレイ）や須磨浦山上遊園に導入され、多くの人を運んだ。
しかし、このシステムは設備が大がかりな割には輸送能力がリフトとあまり変わらない、乗り心地が悪いなど、様々な問題があり普及せず、導入したのは日本どころか、世界でもこの2ヶ所だけであった。さらに、その設備の大がかりさゆえに、老朽化するのが早く、維持費がかさむこともあって、1975年10月、びわ湖バレイのカーレーターが廃止され、現在残っているのは須磨浦山上遊園の1ヶ所だけである。

## 主な路線

### 須磨浦山上遊園のカーレーター

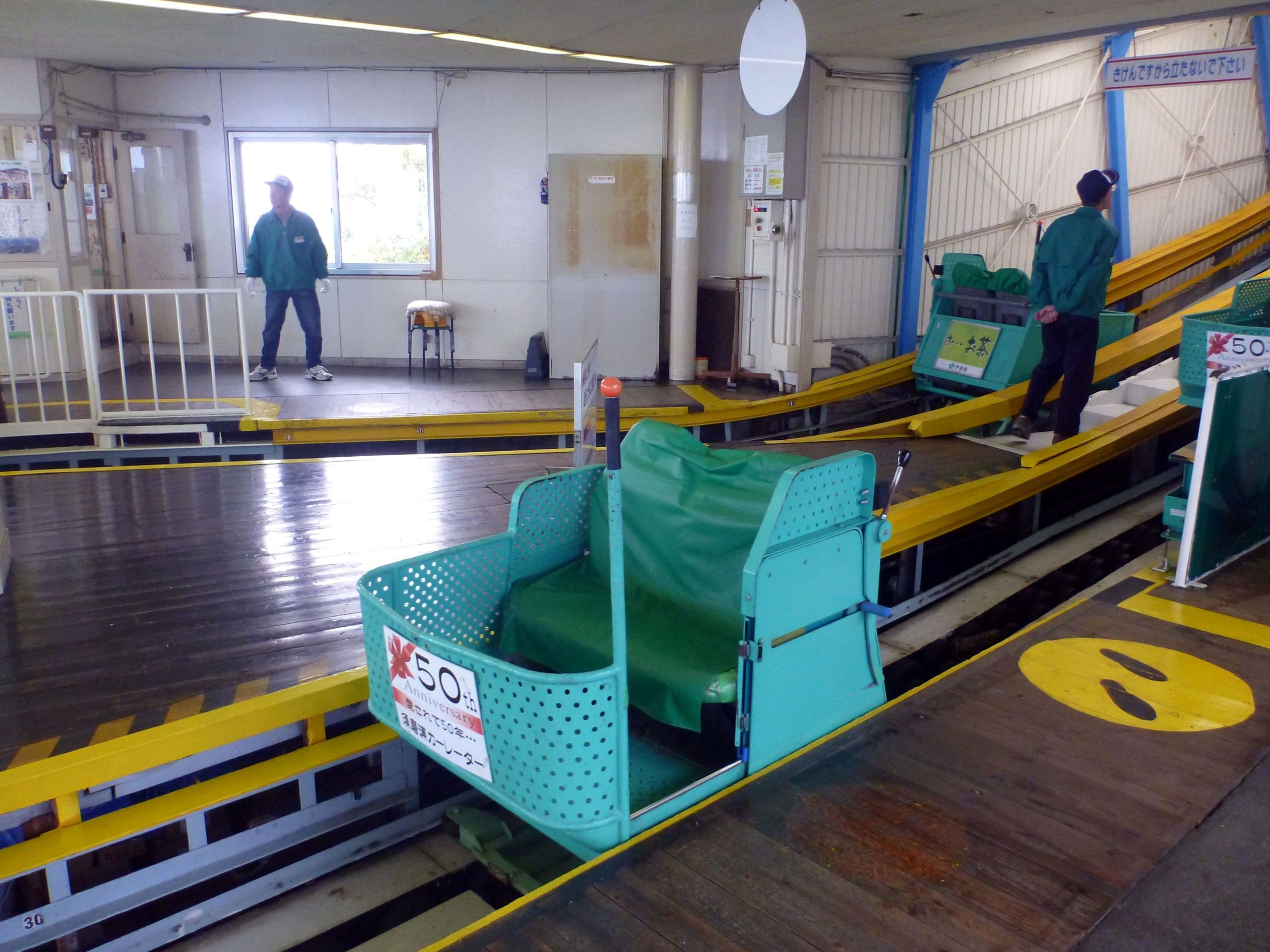
ロープウェイ山上駅側

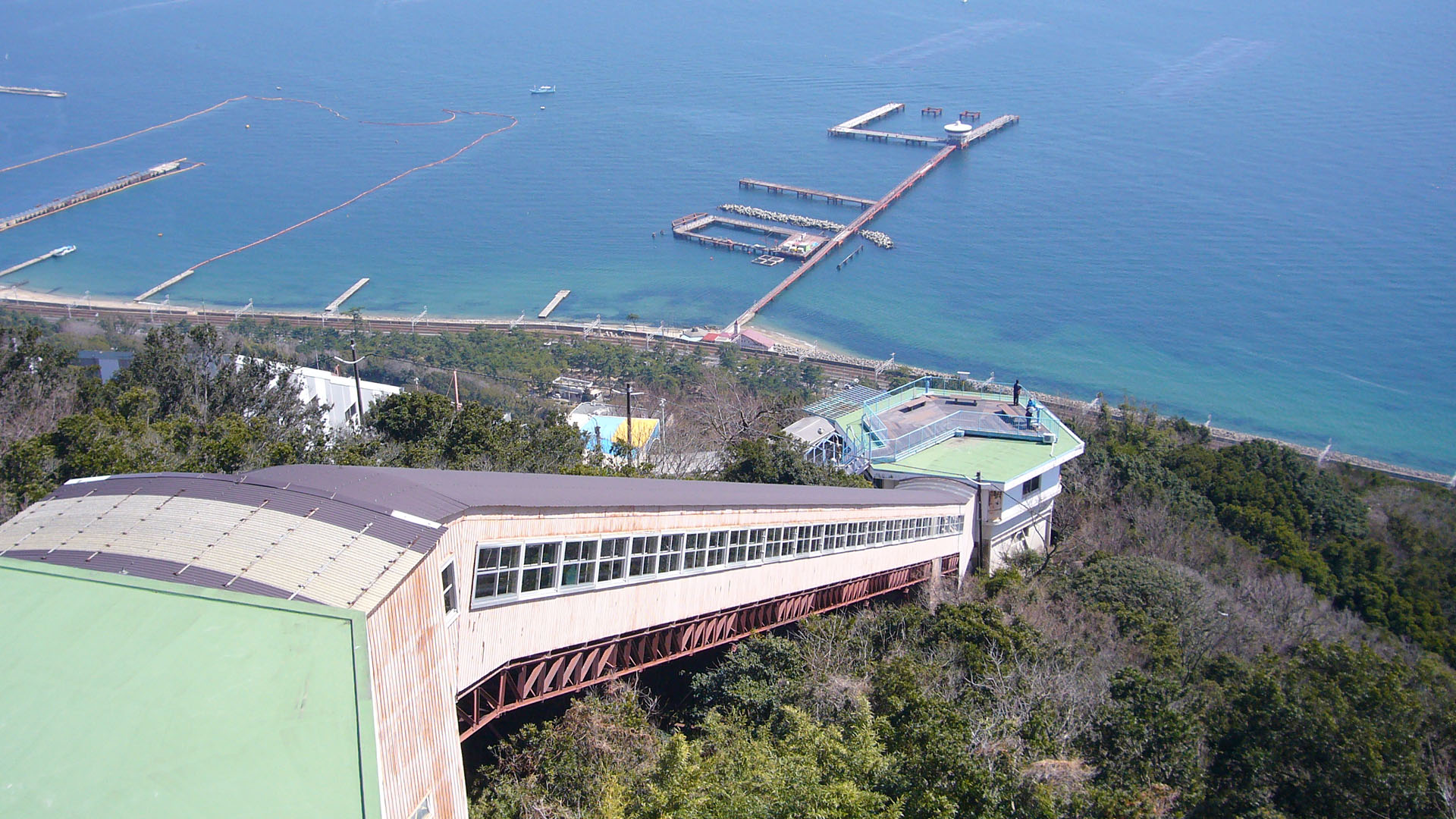
外観

#### 路線データ
- 路線距離：91m
- 駅数：2駅（駅名はない）
- 勾配：25度
- 所要時間：2分20秒
- 輸送人員：2人乗り18台
- 運転速度：乗降場部分25m/分、中間部40m/分

#### 歴史
- 1966年3月18日 ロープウェイ鉢伏山上駅と回転展望閣の間に開業。当時は44台での運行となっていた。

#### 接続路線
- 山下側：須磨浦ロープウェイ（鉢伏山上駅）
- 山上側：観光リフト（せっつ駅）

### びわ湖バレイ（旧サンケイバレイ）のカーレーター

#### 路線データ
- 路線距離：2.0km
- 駅数：2駅
- 勾配：26度
- 所要時間：23分
- 輸送人員：約3000人／時
- 運転速度：6km／時

#### 歴史
- 1965年（昭和40年）7月 - 開業[2]。
- 1975年（昭和50年）10月 - 廃止。

#### 駅一覧
- 山麓駅 - 山頂駅

#### 路線跡の様子

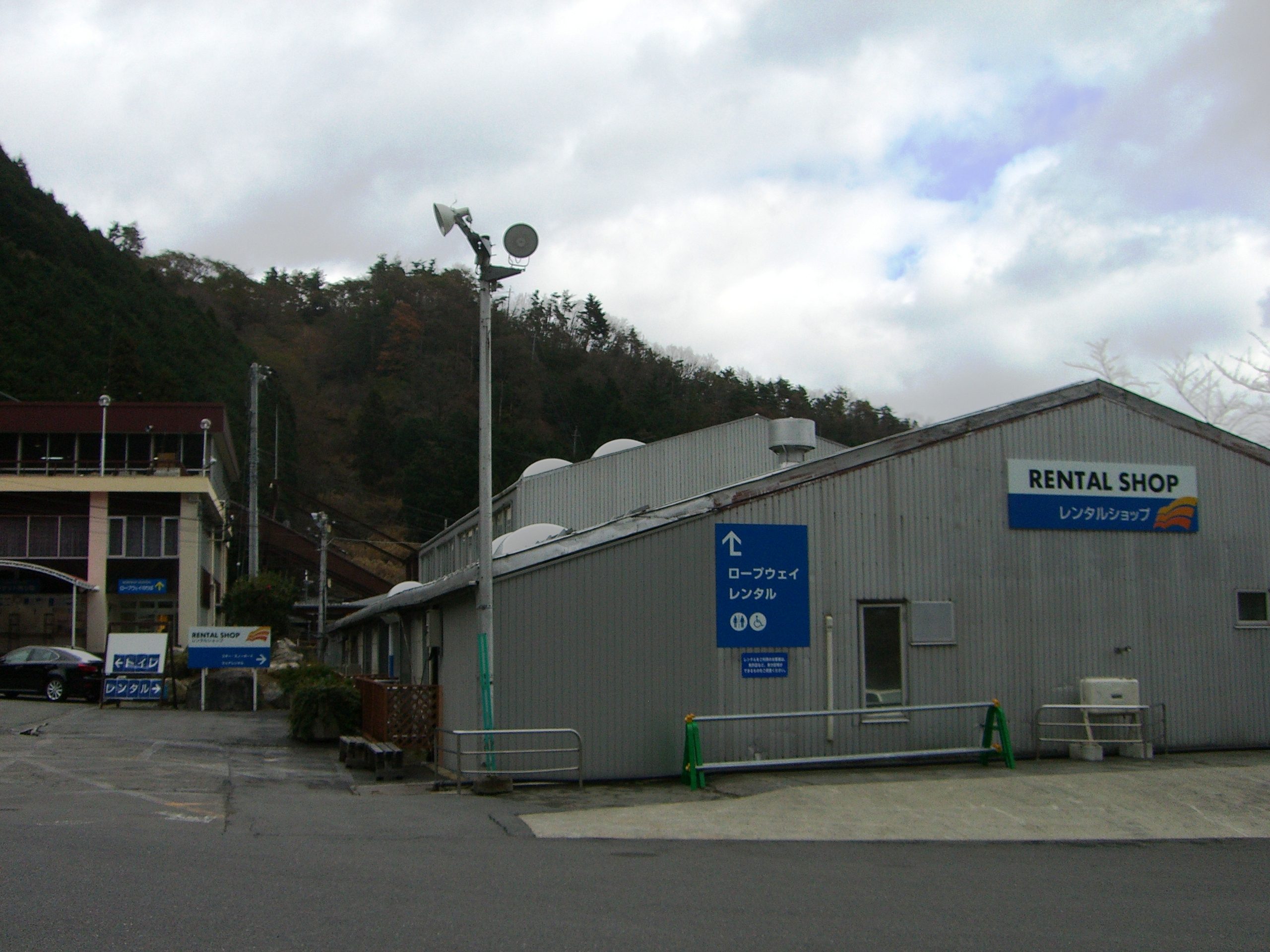
山麓駅跡

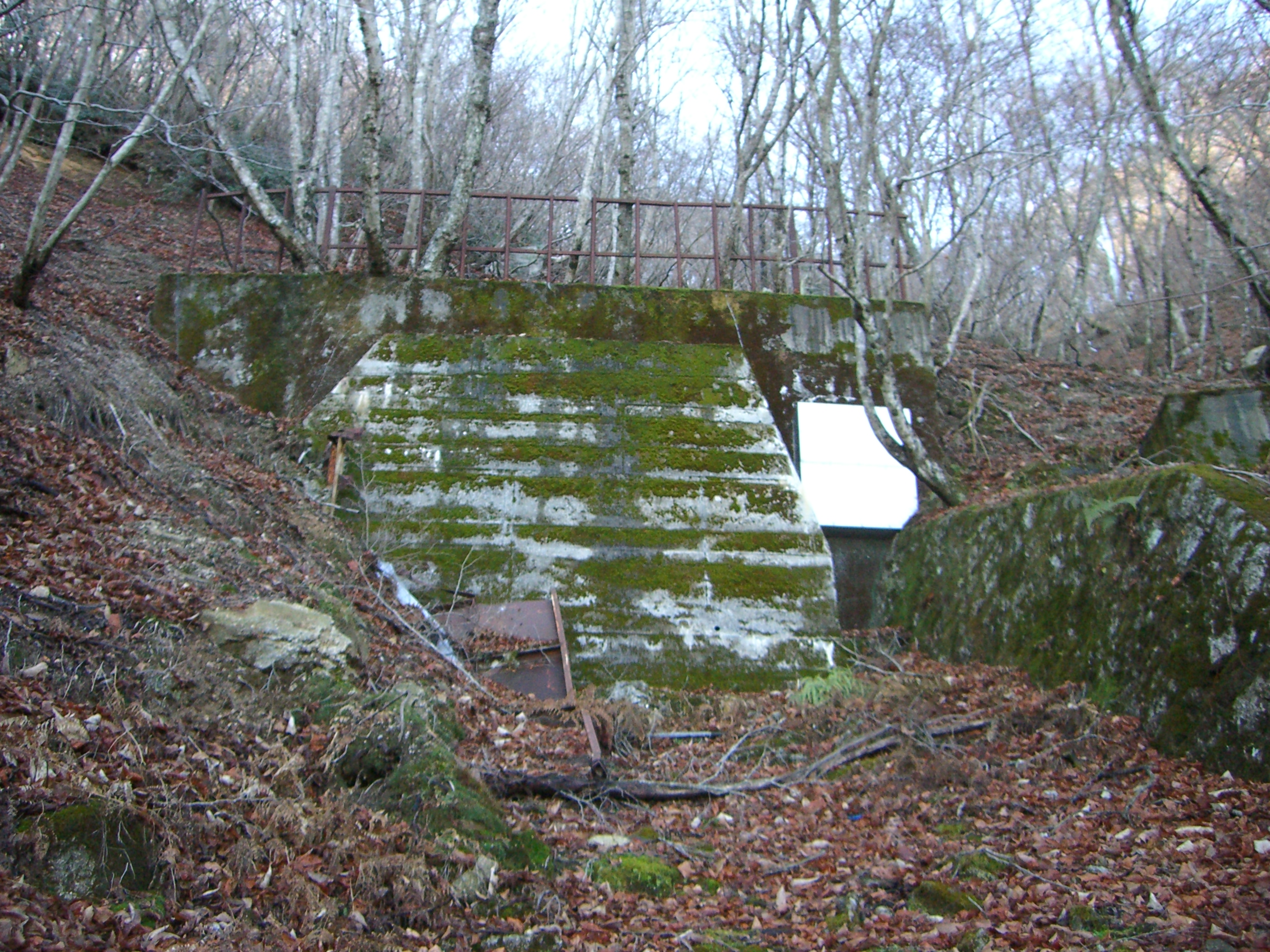
コンクリートで塞がれたトンネル跡

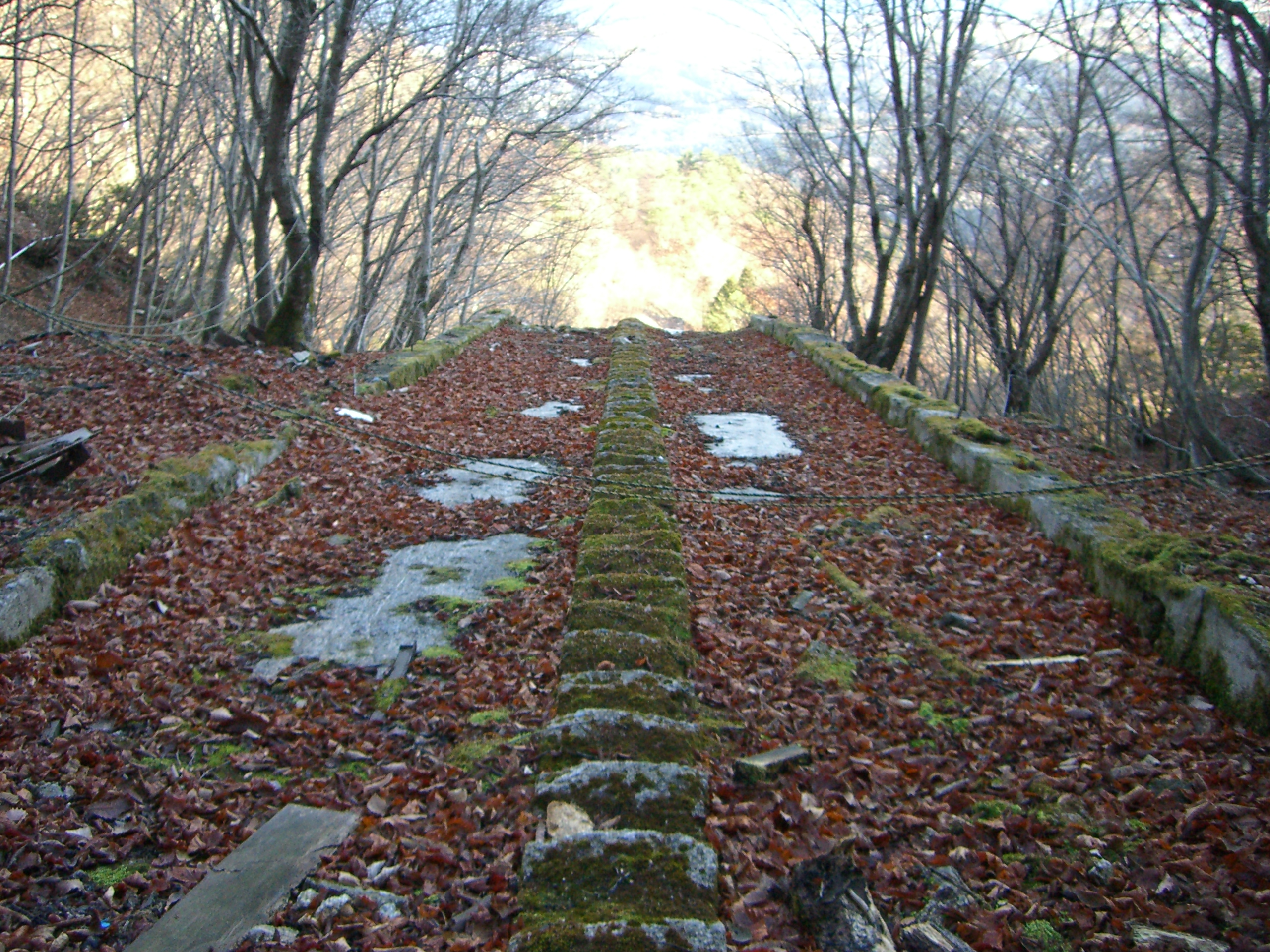
トンネルの手前に残るコンクリート製の路盤、中央に保線用の階段がある

廃止後もしばらくの間は施設がそのまま放置され、アルプスゴンドラからも山中に残されたシェルターを見ることができたが、2000年代の初頭に撤去された。また、山頂駅の建物は、最近までレンタルスキー小屋として使用され、シェルターの一部も残されていたが、2008年の夏頃に取り壊された。
現在でもカーレーターの跡が所々に残っている。ロープウェイ山麓駅の脇には、カーレーターの山麓駅だった建物が現存している。この建物は、廃止後しばらくの間はびわこ自然史博物館として使われていたが、現在は山頂から移転したレンタルスキー小屋となっている。カーレーターはそこから、北側の尾根の頂上に向かって伸び、頂上で直角に曲がって山頂を目指していたが、現在も山麓付近のカーレーターが通っていた所はあまり木が生えていない。また、山中に入っていくと、3ヶ所存在していた橋梁のうちの二ヶ所のコンクリートの土台があったり、シェルターの残骸やベルトコンベアなどの部品が至るところに散乱していたりする他、コンクリート製の路盤が残っているところもある。なお途中には3ヶ所のトンネルが存在していたが、それらは全てコンクリートで塞がれている。そして、最近取り壊された山頂駅の跡は現在、スノーランドの一部となっている。
路線跡は急斜面や崖となっているところが多いため、探索するのは非常に困難を極める。